# Kalanchoe eriophylla
Kalanchoe eriophylla là một loài thực vật có hoa trong họ Crassulaceae. Loài này được Hils. & Bojer ex Tul. miêu tả khoa học đầu tiên năm 1857.